# Irréligion en Roumanie
Religion en Roumanie en 2011
- Église orthodoxe roumaine (81 %)
- Protestantisme (6,2 %)
- Catholicisme (5,1 %)
- Autre (1,5 %)
- Non-religieux (0,2 %)
- Aucune donnée (6 %)

L'irréligion en Roumanie est rare. La Roumanie est l'un des pays les plus religieux d'Europe, avec 92% des personnes déclarant croire en Dieu. Les niveaux d'irréligion sont beaucoup plus bas que dans la plupart des autres pays européens et sont parmi les plus bas au monde. Lors du recensement de 2011, seulement 0,11% de la population se déclarait athée, en hausse par rapport au recensement de 2002, tandis que 0,10% n'appartiennent à aucune religion.

## Histoire
Avant l'indépendance de la Roumanie vis-à-vis de l'Empire ottoman, l'Église et l'État étaient étroitement alignés. En tant que pays indépendant, la Roumanie a pu établir ses propres politiques religieuses, permettant un certain niveau de séparation de l'Église et de l'État. La libre-pensée et l'anticléricalisme ont été importés en Roumanie depuis l'Europe occidentale au milieu du XIXe siècle. Les partisans de la libre-pensée, tels que Constantin Thiron et Panait Zosin de l'Université de Iasi ont travaillé à diffuser la philosophie, bien qu'elle soit restée relativement peu populaire dans le pays. L'un des premiers débats sur la laïcité en Roumanie fut celui de la crémation ; l'église orthodoxe s'est opposée à la crémation et est entrée en conflit avec les partisans laïcs de la pratique jusqu'à sa légalisation en 1936.
L'athéisme marxiste est devenu important en Roumanie après que le pays soit tombé sous le régime communiste en 1945. L'Église orthodoxe a été sévèrement restreinte dans ses pratiques et les religions minoritaires ont été entièrement interdites. En raison de la prévalence de l'Église orthodoxe dans la société roumaine, l'athéisme d'État n'a pas été mis en œuvre dans la même mesure qu'il l'était dans de nombreux autres pays communistes. Au lieu de cela, le Parti communiste a donné la priorité à la propagande contre la religion en faveur de la science marxiste. Les prêtres ont également été convertis en propagandistes et en espions pour le régime communiste. Après la chute du régime communiste en 1989, l'athéisme a été largement marginalisé en Roumanie en raison de ses associations avec les terreurs du communisme. Remus Cernea est considéré comme le leader de la libre pensée et de la croyance athée au début du 21e siècle.

## Démographie
Plus de 20 700 personnes sont athées en Roumanie, selon le recensement de 2011. Ainsi, le nombre de Roumains qui ne croient pas en Dieu a presque triplé au cours de la décennie précédente. La concentration la plus élevée se trouve dans la région de Bucarest-Ilfov (près de 8 000 athées) et dans les régions riches du pays (Transylvanie, Banat, ...), la plus faible concentration se trouve en Olténie, en Dobruja et dans les régions pauvres de Valachie (Teleorman, Călărași, Ialomița). Avant le recensement d'octobre 2011, l'Asociația Secular-Umanistă din România (ASUR) (en français : association laïque-humaniste de Roumanie) a mené une campagne à travers laquelle a tenté de promouvoir un recensement précis, dans lequel les personnes qui se considèrent athées ont confiance en choisissant cette option. Selon l'ASUR, les sondages European Values Survey (1999) et Enquête mondiale sur les valeurs (2005) montrent que le pourcentage réel de ceux qui se déclarent athées est d'au moins 6 à 7 % de la population, soit 60 à 70 fois plus que le résultat du recensement de 2002. Dans The Cambridge Companion to Atheism (2006), Phil Zuckerman donne un chiffre de 4 %. Un sondage réalisé en 2014 par WIN/GIA montre que 16 % des Roumains ne sont pas religieux et seulement 1 % sont des athées convaincus.
| Région de développement | Irréligieux | Athées | Total          |
| ----------------------- | ----------- | ------ | -------------- |
| Bucuresti-Ilfov         | 3 295       | 8 517  | 11 812 (0.51%) |
| Centre                  | 5 611       | 2 085  | 7 696 (0.32%)  |
| Nord-Est                | 1 213       | 1 629  | 2 842 (0.08%)  |
| Nord-Ouest              | 4 622       | 3 098  | 7 720 (0.29%)  |
| Sud-Est                 | 607         | 1 321  | 1 928 (0.07%)  |
| Sud-Munténie            | 970         | 1 443  | 2 413 (0.07%)  |
| Sud-Ouest-Olténie       | 380         | 525    | 905 (0.04%)    |
| Ouest                   | 2 219       | 2 125  | 4 344 (0.23%)  |
| Total                   | 18 917      | 20 743 | 39 660         |

### Enquêtes
| Sondage/Étude                          | Année | Athées | Agnostiques | Irréligieux |
| -------------------------------------- | ----- | ------ | ----------- | ----------- |
| Le compagnon de Cambridge à l'athéisme | 2006  | 4%     | 4%          |             |
| Dentsu Inc.                            | 2006  |        |             | 2,4%        |
| WIN/GIA                                | 2014  | 1%     |             | 16%         |

### Profil socio-démographique

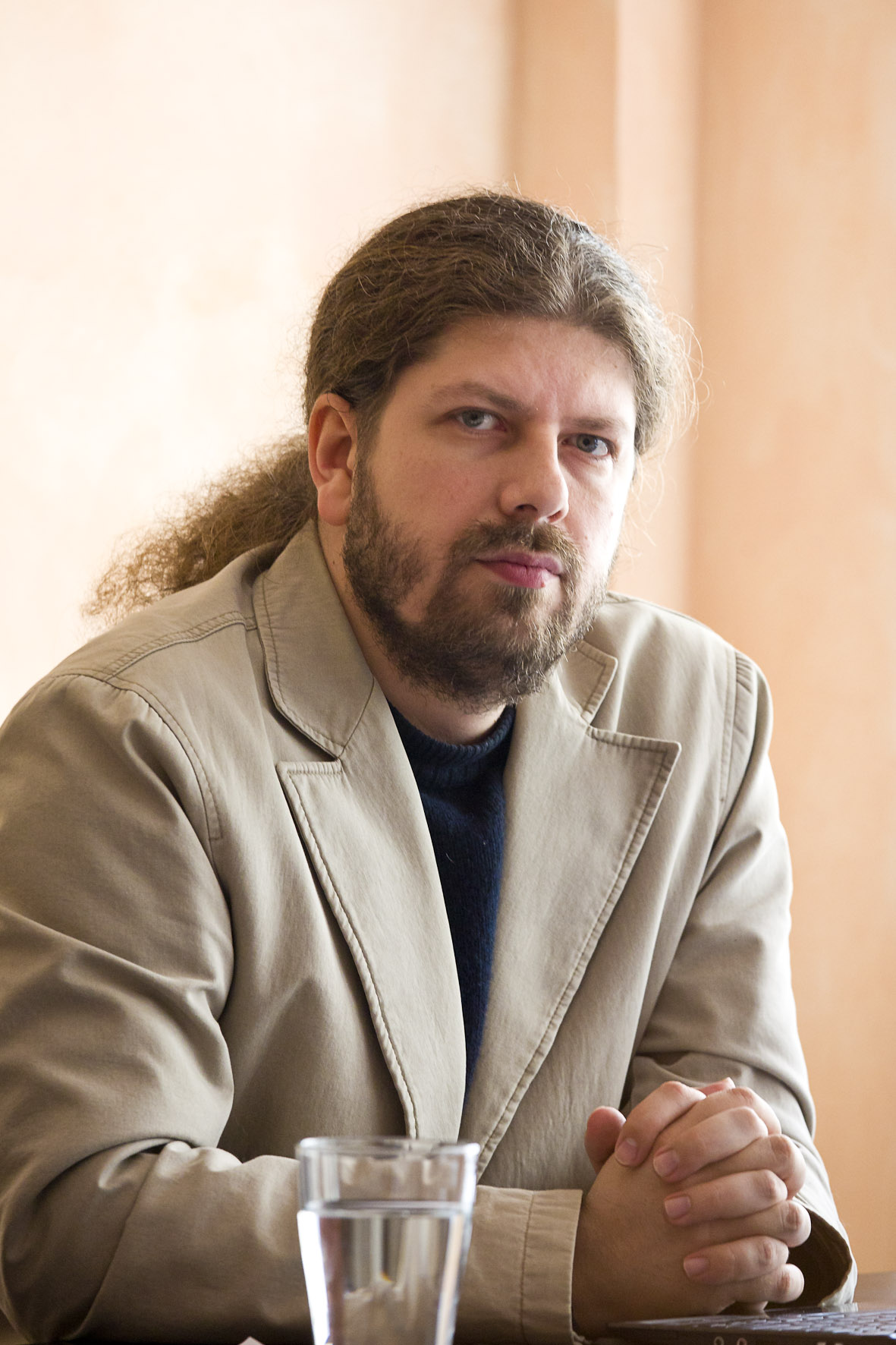
Remus Cernea, le seul eurodéputé athée déclaré.

Selon une étude menée par des chercheurs d'Open Society Foundations, les athées roumains sont un groupe très jeune et avec un niveau d'éducation nettement supérieur à la moyenne nationale : 53 % des athées ont moins de 30 ans, et 33 % d'entre eux ont terminé des études supérieures.  Le groupe des athées/agnostiques/personnes sans religion vivent à 59% dans les zones urbaines – dans la capitale et les autres grandes villes – et est plus facile à trouver en Valachie et plus difficile en Moldavie. 
Les athées sont plus intolérants que la plupart des Roumains à l'égard de presque tous les groupes sociaux sur lesquels ont été interrogés : les Roms, les Hongrois, les musulmans, les juifs et les pauvres. La seule exception concerne par les homosexuels, envers eux les athées faisant preuve de plus de tolérance que la moyenne nationale.  En tant que positionnement idéologique, la plupart d'entre eux (56%) se plaçant au centre de la ligne idéologique. Seuls 8% déclarent préférer les politiques économiques de gauche, tandis que les politiques économiques de droite attirent 47% des athées.